# Styphlotelus
Styphlotelus är ett släkte av skalbaggar. Styphlotelus ingår i familjen vivlar.
Kladogram enligt Catalogue of Life:
| Styphlotelus | \| \| Styphlotelus fascicularis \| \| \| \| \| \| Styphlotelus foveatus \| \| \| \| |
|              | \| \| Styphlotelus fascicularis \| \| \| \| \| \| Styphlotelus foveatus \| \| \| \| |
|              | Styphlotelus fascicularis                                                           |
|              |                                                                                     |
|              | Styphlotelus foveatus                                                               |
|              |                                                                                     |